# Гепперт, Денис
Денис Гепперт (нем. Denis Geppert, 24 января 1976, Лихтенштайн, Саксония) — немецкий саночник, выступавший за сборную Германии с 1996 года по 2006-й. Участник зимних Олимпийских игр в Солт-Лейк-Сити, обладатель двух серебряных медалей чемпионата Европы, многократный призёр национального первенства.

## Биография
Денис Гепперт родился 24 января 1976 года в городе Лихтенштайн, федеральная земля Саксония. Активно заниматься санным спортом начал в возрасте девяти лет, в 1996 году прошёл отбор в национальную сборную и стал принимать участие в различных международных стартах. В сезоне 1998/99 дебютировал на этапах взрослого Кубка мира, заняв в общем зачёте тринадцатое место, кроме того, впервые поучаствовал в заездах взрослого чемпионата мира, показав на трассе в Кёнигсзее седьмой результат. В 2000 году финишировал пятым на европейском первенстве в Винтерберге, приехал пятым на чемпионате мира в швейцарском Санкт-Морице, а после окончания всех кубковых этапов разместился в мировом рейтинге сильнейших саночников на шестой строке.
На чемпионате мира 2001 года в канадском Калгари был шестым, тогда как в Кубке мира занял пятнадцатое место общего зачёта. Следующий сезон оказался наиболее успешным в карьере Гепперта, на европейском первенстве в Альтенберге он завоевал серебряные медали сразу в двух дисциплинах, как в программе одноместных саней, так и в зачёте смешанных команд. Благодаря череде удачных выступлений удостоился права защищать честь страны на зимних Олимпийских играх 2002 года в Солт-Лейк-Сити, планировал побороться здесь за призовые места, но в итоге финишировал лишь седьмым. Кубковый цикл окончил на пятнадцатой позиции общего рейтинга.
В 2003 году на чемпионате мира в латвийской Сигулде закрыл десятку лучших, то же место ждало его и на Кубке мира. Через год на мировом первенстве в японском Нагано вновь пришёл к финишу десятым, на чемпионате Европы в Оберхофе был седьмым, тогда как в кубковом зачёте расположился на седьмой строке, ещё через год — на двадцать второй. Последним крупным международным стартом для него стал чемпионат Европы 2006 года в Винтерберге, где он показал девятое время. Заняв в общем зачёте Кубка мира восьмое место, Денис Гепперт не сумел отобраться на Олимпийские игры в Турин и вскоре принял решение завершить карьеру профессионального спортсмена, уступив место молодым немецким саночникам. После ухода из санного спорта продолжил службу в ряда вооружённых сил Германии, ныне вместе с семьёй проживает в городе Обервизенталь.